# مستشفى سيد جلال الجامعي
مستشفى سيد جلال الجامعي أو مستشفى باب الشعرية الجامعي هو مستشفى تعليمي حكومي مصري، وأحد مستشفيات جامعة الأزهر، يتبع كلية الطب جامعة الأزهر بالقاهرة، يقع بحي باب الشعرية بمدينة القاهرة، على مساحة حوالي 2.5 فدان، أنشأ سنة 1945 على يد النائب البرلماني سيد جلال، والذي أهداه إلى وزارة الصحة، ثم نٌقلت تبعيته إلى كلية الطب جامعة الأزهر بالقاهرة سنة 1974، يُعد أكبر المستشفيات التعليمية بجامعة الأزهر إذ بلغت طاقته الاستيعابية سنة 2023 حوالي 1505 سرير، واستقبل بمتوسط 6000 مريض يوميًا، وأُجري به أكثر من 45 ألف عملية جراحية.

## الأقسام والتخصصات
يضم مستشفى سيد جلال الجامعي مختلف التخصصات الطبية وهي الطوارئ، التخدير، الأسنان، الجراحة بأنواعها، المناظير بأنواعها، القلب والصدر وجراحاته، المسح الذري، الأنف والأذن والحنجرة، أمراض الصدر، الجلدية والتناسلية، الجهاز الهضمي والكبد، طب المسنين، الكلى والغدد الصماء، النساء والتوليد، العيون، الأطفال، الأشعة، والمعامل.

## وصلات خارجية
- الموقع الرسمي لكلية الطب جامعة الأزهر.